# هنري هاركلي
هنري هاركلي (بالإنجليزية: Henry Harclay)، (يُعرف أيضًا بهاركلا) هو فيلسوف إنجليزي وعميد جامعي عاش في القرون الوسطى وُلد في العقد الثامن وتُوفي في الخامس والعشرين من حزيران عام 1317

## حياته
وُلد هنري هاركلي في أبرشية كارلايل بالقرب من الحدود الإنجليزية والاسكتلندية. ينحدر من عائلة هاركلي وهي أسرة فرسان القديمة ولكن بسيطة وهو من أصول متواضعة وقد منحهم هارتلي لقب هاركلي. وقد اُختلِف على اسم عائلته فقيل أنه هاركيلي وقيل هاركلا وقيل آركيلي وقيل هاركلي.
كان لهنري أخت واحدة وستة أشقاء. أحد إخوته هو آندرو هاركلي. آندرو كان شخصية مثيرة للجدل في وقته ولكنه كان معروفًا أيضا بإنجازاته السياسية والعسكرية خلال الحروب الإنجلو الاسكتلندية في أوائل القرن الرابع عشر. وكان والده مايكل مأمور شرطة في مقاطعة كمبرلاند بين عامي 1285 و1298.
حصل هنري على درجة الماجستير في الفنون في جامعة أكسفورد في عمر السادسة والعشرين. وفي هذا العام نفسه 1296، الأسقف كارلايل عينه ليكون رئيس كنيسة الجامعة في داكر في يوم عيد الميلاد. وقد كان رجل دين علماني حتى عام 1297 عندما عُيِّن كاهنًا. بعد وقت قصير من هذه الأحداث، توجه هنري لدراسة اللاهوت في جامعة باريس. وعلى الأرجح كان ذلك بين عامي 1300 و1310. على كل حال، عاد هنري إلى أكسفورد حيث حصل على درجة الماجستير في اللاهوت.
حصل هنري هاركلي على منصب عميد جامعة أكسفورد في 1312، وهو المنصب الذي شغله حتى وفاته في عام 1317. أكَّد الأسقف لينكولن، وجون دالدربي، أن هنري كان نشطًا للغاية متفانٍ من أجل الحفاظ على النظام من الجامعة. أُثيرَ الجدل خلال توليه منصب العميد حول تأكيد الامتيازات التي منحها الملك للجامعة. لذا فقد اضطر للسفر إلى المحكمة البابوية في أفينون للدفاع عن الامتيازات الممنوحة للجامعة وقد تُوفي في إحدى رحلاتها في أفينون. وقد كان لهنري دورٌ مهمٌّ في أكسفورد وباريس حيث نُشرَت له بعض السلسلات الغنية فلسفيًا.